# 다크 시티 (1950년 영화)
《다크 시티》(Dark City)는 미국에서 제작된 윌리엄 디터리 감독의 1950년 범죄, 드라마, 미스터리 영화이다. 찰톤 헤스톤 등이 주연으로 출연하였다.

## 출연

### 주연
- 찰톤 헤스톤
- 리자베스 스콧
- 비브카 린드포스
- 딘 자거